# Leptocoryphium
Leptocoryphium es un género de plantas herbáceas perteneciente a la familia de las poáceas. Es originario de América.

## Especies
- Leptocoryphium drummondii Müll.Hal. 1861
- Leptocoryphium lanatum (Kunth) Nees 1829
- Leptocoryphium molle Nees 1829
- Leptocoryphium obtusum Steud. 1855 [1853]
- Leptocoryphium penicilligerum Speg. 1883
- Leptocoryphium villaregalis[2]